# 합스부르크 립
합스부르크 립(Habsburger Unterlippe)은 하악전돌증 중 특히 합스부르크 왕가에 유전된 증상을 가리킨다.

## 개요
6세기 이상 이어져 내려온 합스부르크 립은 13세기의 신성 로마 제국 황제 루돌프 1세에서 그 증세가 나타났으며, 유전병인 하악전돌증은 오랜 기간에 걸쳐 근친혼을 통해 점점 심해졌다. 한편으로 15세기의 신성 로마 제국 황제 알브레히트 2세(de)를 그 시초로 보는 설도 있다.

## 주요 인물
합스부르크 립은 합스부르크 왕가에 전반적으로 유전되었고, 여자들이 남자들에 비해 덜 심하게 나타난다고 알려져 있다. 그 중 특히 고통을 받았으며 그 턱 때문에 유명세를 탔던 인물들로는 다음의 사람들이 있다.

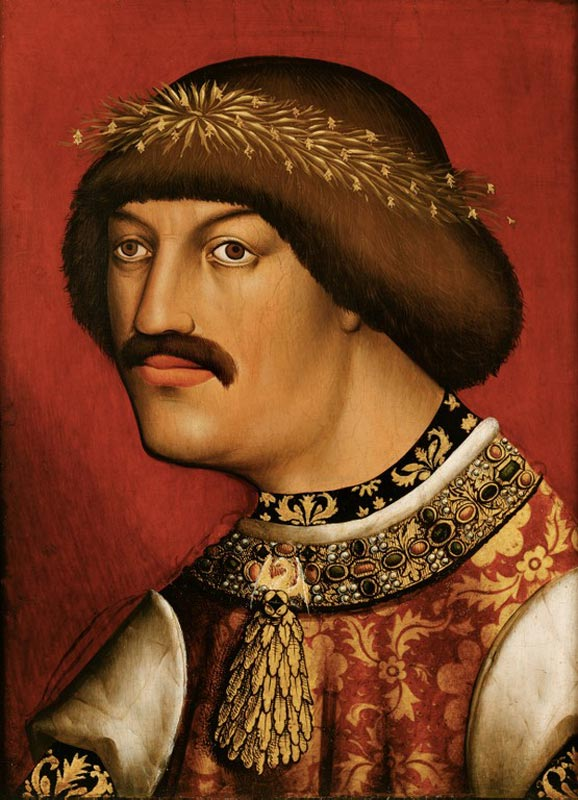
알브레히트 2세(신성 로마 제국)
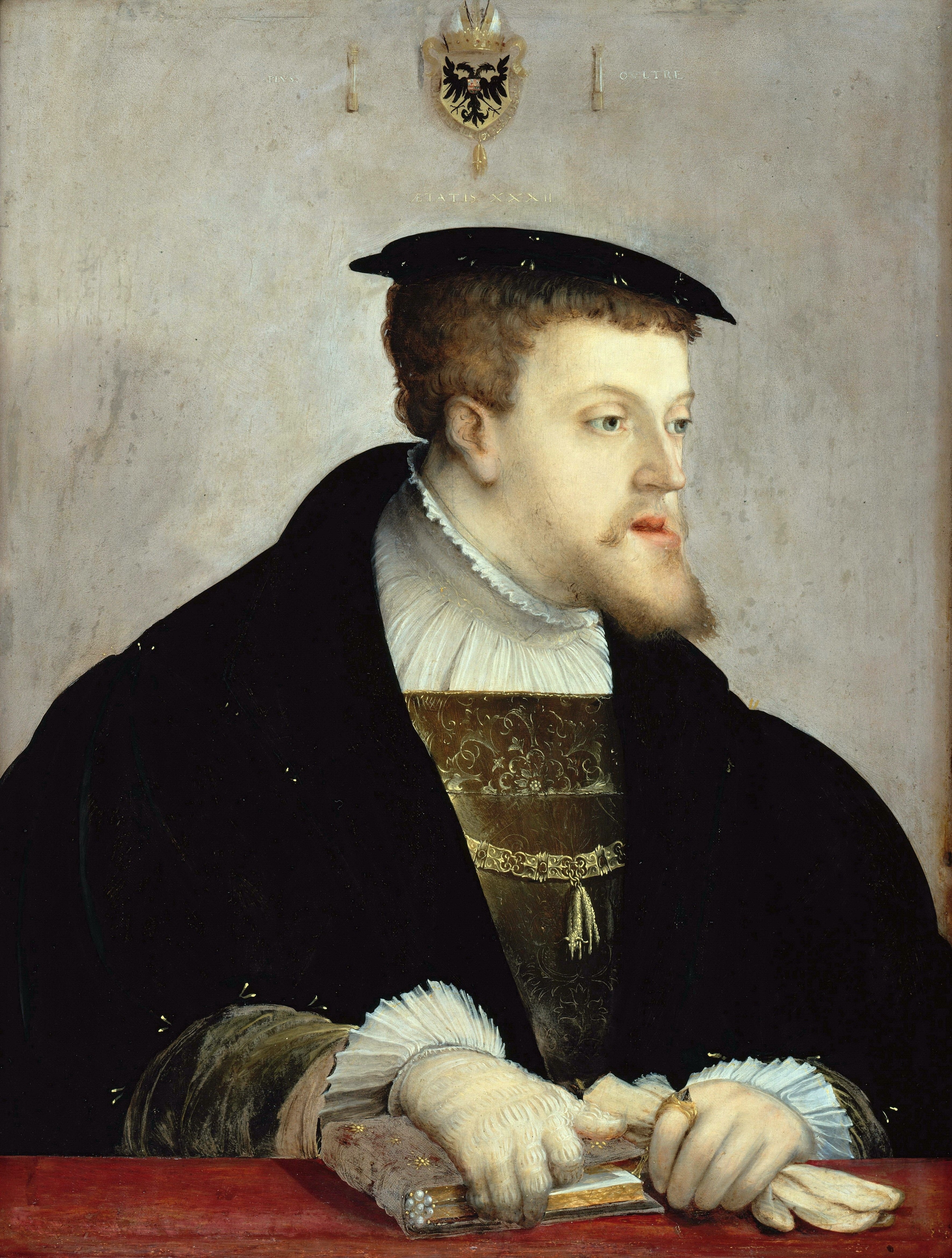
카를 5세 (신성 로마 제국)
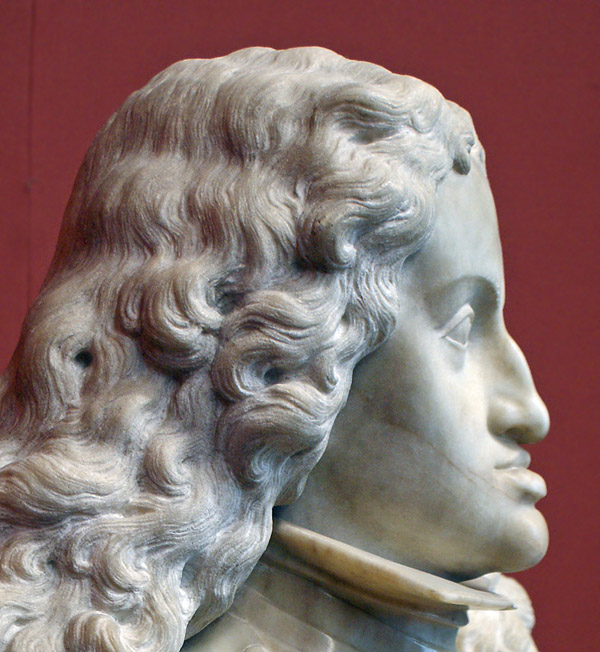
카를로스 2세 (스페인)
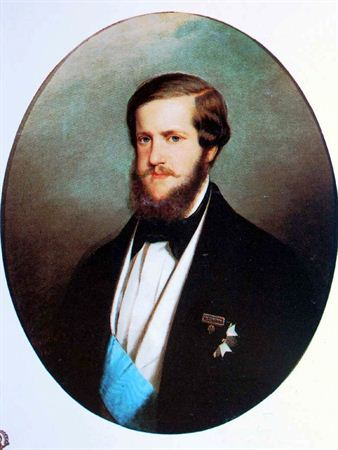
페드루 2세 (브라질)

- 카를 5세

신성 로마 제국의 카를 5세는 전형적인 합스부르크 립을 가졌으며, 아들 펠리페 2세보다는 부정교합이 덜했지만 입을 다물지 못해 벌레를 먹어야 하는 상황도 있었다고 전해진다.
- 펠리페 2세

스페인의 펠리페 2세는 합스부르크 립으로 인해 윗니와 아랫니가 교합이 맞지 않아 평생 동안 제대로 음식을 먹지 못했다고 한다. 펠리페 2세의 초상화에서 확연하게 볼 수 있듯이, 그의 주걱턱은 심각한 상태였으며 이로 인해 그는 발음 역시 굉장히 부정확했다고 한다. 씹지 못하는 점 때문에 모든 음식을 갈아 먹어야 했던 펠리페 2세는 결국 노년에 가서 더 심해지는 만성적 위장 장애를 앓았으며 부정확한 발음 탓에 신하들과의 의사소통 역시 힘들어 왕가 최초로 업무를 서류로 보고 결제하는 방법을 도입했다고 한다. 펠리페 2세는 총 네 번 결혼하였는데, 세 번째 부인인 이사벨 데 발로이스 사이에서 낳은 두 딸은 초상화로 판단하여 보자면 그렇게 주걱턱이 심한 편은 아니었다. 
- 카를로스 2세

펠리페 4세의 아들로, 합스부르크 가에서 가장 심한 주걱턱을 가진 것으로 유명하다. 카를로스 2세는 아버지와 같이 만성적 위장 장애와 부정확한 발음 때문에 평생을 고통받았으며, 몸이 약해 사냥조차 기피했다고 한다. 또한 카를로스 2세의 후계자로 지정되어 있던 카를로스 2세의 이복 누나인 마리아 테레사의 아들이 합스부르크 립으로 고통받다가 카를로스 2세보다 먼저 죽어서 스페인 왕위 계승 전쟁이 일어났다.
- 마리 앙투아네트

마리 앙투아네트는 초상화에서 합스부르크 턱이 나타나지 않으나, 실제로는 합스부르크 왕가의 유전병을 물려받아 합스부르크 립을 가지고 있었다고 한다. 그녀의 초상화는 턱을 미화해서 그려진 것이 대부분이며, 그녀를 기록한 대부분의 기록은 같은 말을 한다. 그녀의 피부는 하얗고 봄장미처럼 신선하며, 눈은 하늘의 푸르름을 담은 것처럼 보이고, 기품있는 코와 풍성한 머리칼을 가졌지만, 단 하나 아쉬운 것이 있다면 오스트리아 왕가의 특징인 주걱턱이라고. 그렇게 심하지는 않았던 것으로 알려지나, 아름다움으로 유명했던 왕비가 주걱턱을 가졌었다는 사실은 주목할 만한 일이라고 한다.

## 주걱턱을 숨기기 위한 노력
물론 합스부르크 립을 가진 이들도 미를 중요시했기 때문에, 합스부르크 립을 최대한 가리려고 많은 노력을 하였다. 
- 옷의 화려한 장식 : 합스부르크 왕가의 거의 모든 초상화에서는 목 부분이 풍성하게 부풀려진 옷이 등장한다. 합스부르크 립을 가리기 위해 풍성한 레이스와 옷감을 섞어 왕가의 옷을 만든 것으로 보인다.
- 부채 : 여인들만 들 수 있다는 점에서 모든 보유자들에게 통용되는 장신구는 아니나, 여인들 사이에서만은 굉장한 유행이 되었다고 한다. 마리 앙투아네트는 자신의 턱을 가리기 위해 여름이나 겨울이나 화려한 문양의 부채를 들었다고 하는데, 이 덕분에 사교계에서는 부채가 유행처럼 번져나갔다고 한다.
- 머리 장식 : 초상화에서 보면 합스부르크 립을 가진 대개의 사람들이 화려한 머리 장식을 하고 있다. 특히 여성들의 머리 장식은 의아할 정도로 화려한데, 머리를 최대한 부풀리고 보석을 넣고, 머리에 이목을 집중시키려는 점에서 합스부르크 립을 가리려는 노력이 나타난다.